# Elecció papal de 1181
L'elecció papal de 1181 es va celebrar després del a mort del Papa Alexandre III i acabà amb l'elecció de Papa Luci III. Va ser la primera elecció papal celebrada d'acord amb el decret Licet de evitanda discordia, promulgat en el Concili del Laterà III de 1179, que va establir que el papa s'elegeix per majoria de les dues terceres parts dels vots.

## Novetats en l'elecció
El resultat de l'elecció papal de 1159, que acabà amb l'elecció del Papa Alexandre III i l'antipapa Víctor IV, va crear un cisme en l'Església catòlica que va durar més de vint anys, fins al 1178. El cisma fou el resultat de les regles amb les que es basaven les eleccions papals, que requerien la unanimitat de tots els electors perquè l'elecció fos vàlida. El 1159 els cardenals van ser incapaços d'arribar a un acord i es van dividir en dues parts, cadascuna amb el seu propi candidat, i cadascuna va elegir el seu papa. L'agost de 1178 l'antipapa Calixte III, el successor de Víctor IV, finalment es va sotmetre a Alexandre III.
L'any següent Alexandre III va celebrar el Concili del Laterà III, que va promulgar el decret Licet de evitanda discordia. Per evitar cismes en el futur el decret estableix que el papa és elegit amb la majoria de dues terceres parts si no hi ha unanimitat. El document també confirma que els cardenals són els únics electors del papa. Ambdues normes s'apliquen encara en l'actualitat. El decret Licet de evitanda discordia va aconseguir el que buscava durant dècades, ja que a partir del 1179 i durant més de 150 anys no hi hagué cap més antipapa, fins al 1328.

## Procés electiu
El papa Alexandre III va morir el 30 d'agost de 1181 a Civita Castellana. Dos dies després, l'1 de setembre de 1181, els cardenals es van reunir a Roma, probablement al Katerà o a la Basílica del Vaticà, i per unanimitat van elegir el membre de més edat del Col·legi Cardenalici, el cardenal Ubaldo of Lucca, bisbe d'Ostia i degà del Col·legi Cardenalici. Va prendre el nom de Luci III. El 6 de setembre de 1181 va ser coronat pel cardenalTeodino of Porto at Velletri.
Segons Brixius probablement hi havia 27 cardenals al Col·legi Cardenalici el 1181. No obstant, Ganzer en mencions dos més. Seguint els estudis a les subscripcions de les butlles papals de 1181 i les dates que es conserven sobre les missions exteriors dels cardenals es pot concloure que no hi hagué més de 19 cardenals en l'elecció. De tots ells, tretze foren creats pel papa Alexandre III, quatre pel papa Adrià IV i un per Luci II.